# گریس دیگر (مینی‌سریال)
گریس دیگر (انگلیسی: Alias Grace) یک مجموعه تلویزیونی کوتاه کانادایی به کارگردانی ماری هرون و به نویسندگی سارا پلی است. این مجموعه تلویزیونی اقتباسی از رمان گریس دیگر اثر مارگارت اتوود است که در سال ۱۹۹۶ نوشته شده‌است. این مجموعه برای اولین‌بار در ۲۵ سپتامبر ۲۰۱۷ در سی‌بی‌سی تله‌ویژن به نمایش درآمد؛ و در ۳ نوامبر ۲۰۱۷ در نتفلیکس منتشر شد.